# Antoni de Paula Avellaneda i Manaut
Antoni de Paula Avellaneda i Manaut (Sabadell, 27 de maig de 1895 - 27 d'octubre de 1952) fou un teòric tèxtil i funcionari municipal.

## Biografia
De molt jove, Antoni Avellaneda ingressà a l'Acadèmia Catòlica i col·laborà en els butlletins Joventut i Amic dels Lluïsos. El 1916 formà part de la redacció de la Fulla Salau, amb Francesc Trabal i Lluís Parcerisa –futurs components de la Colla de Sabadell–, i va escriure en diverses publicacions ciutadanes, com el Diari de Sabadell i Almanac de les Arts de 1924 i 1925. L'any 1922 entrà com a oficial a la secció de governació de l'Ajuntament, dissenyà la bandera de la ciutat i col·laborà en la fundació de l'Escola d'Orientació Professional i en el Consultori Municipal de Maternologia i Puericultura que fomentava els parts a les clíniques, de manera que el 1935 Sabadell havia assolit un dels índexs de mortalitat infantil més baixos d'Europa. Va ser membre de la Fundació Bosch i Cardellach i soci fundador de l'Aero Club Sabadell i de Ràdio Club Sabadell. Al final de la guerra es reincorporà a l'Ajuntament com a cap de secció d'Acció Social, des d'on ajudà la gent sense feina vinguda d'altres indrets de l'Estat.
El 27 d'octubre de 1960 Sabadell li dedicà un carrer de la ciutat.